# Claire Brennan-Baker

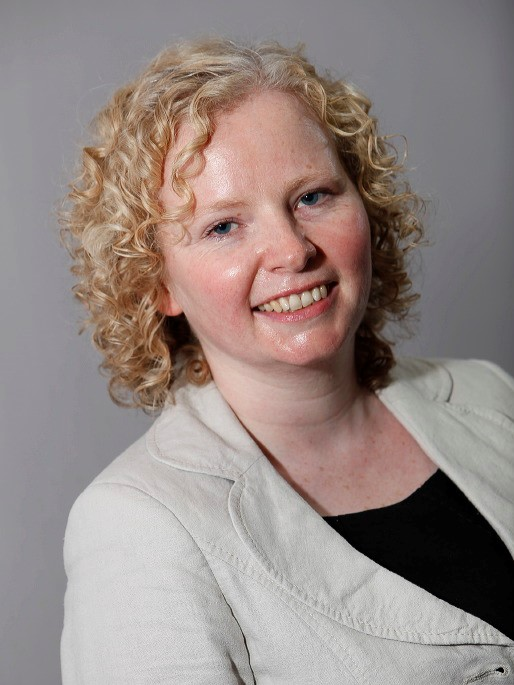
Claire Brennan-Baker

Claire Brennan-Baker, auch Claire Baker, (* 4. März 1971 in Dunfermline als Claire Brennan) ist eine schottische Politikerin (Labour-Party).

## Leben
Baker wuchs in Kelty auf und besuchte die Universität Edinburgh. Anschließend promovierte sie in Englischer Literatur an der Universität Glasgow. Sie ist verheiratet mit dem Labour-Politiker Richard Baker, der einen Parlamentssitz der Wahlregion North East Scotland innehat.

## Politischer Werdegang
Erstmals kandidierte Brennan-Baker bei den Schottischen Parlamentswahlen 2007 auf der Regionalliste der Region Mid Scotland and Fife bei nationalen Wahlen und erlangte einen Sitz im Schottischen Parlament. Bei den Parlamentswahlen 2011 kandidierte Brennan-Baker für den Wahlkreis Mid Fife and Glenrothes, unterlag jedoch der Kandidatin der SNP, Tricia Marwick. Auf Grund ihrer Position auf der Regionalliste vertritt sie aber für eine weitere Amtszeit die Wahlregion Mid Scotland and Fife.